# Torfowcowate
Torfowcowate (Sphagnaceae Dumort.) – rodzina mchów z rzędu  torfowców (Sphagnales), należącego do klasy torfowców (Sphagnopsida). Należy do niej ok. 350 gatunków z jedynego współczesnego rodzaju torfowiec (Sphagnum).

## Systematyka
W rodzinie występuje jeden współczesny oraz jeden wymarły rodzaj:
- †Sphagnophyllites
- Sphagnum torfowiec